# Línea 39 (EMT Madrid)
La línea 39 de la EMT de Madrid une la Plaza de España con la colonia de San Ignacio de Loyola (distrito de Latina).

## Características

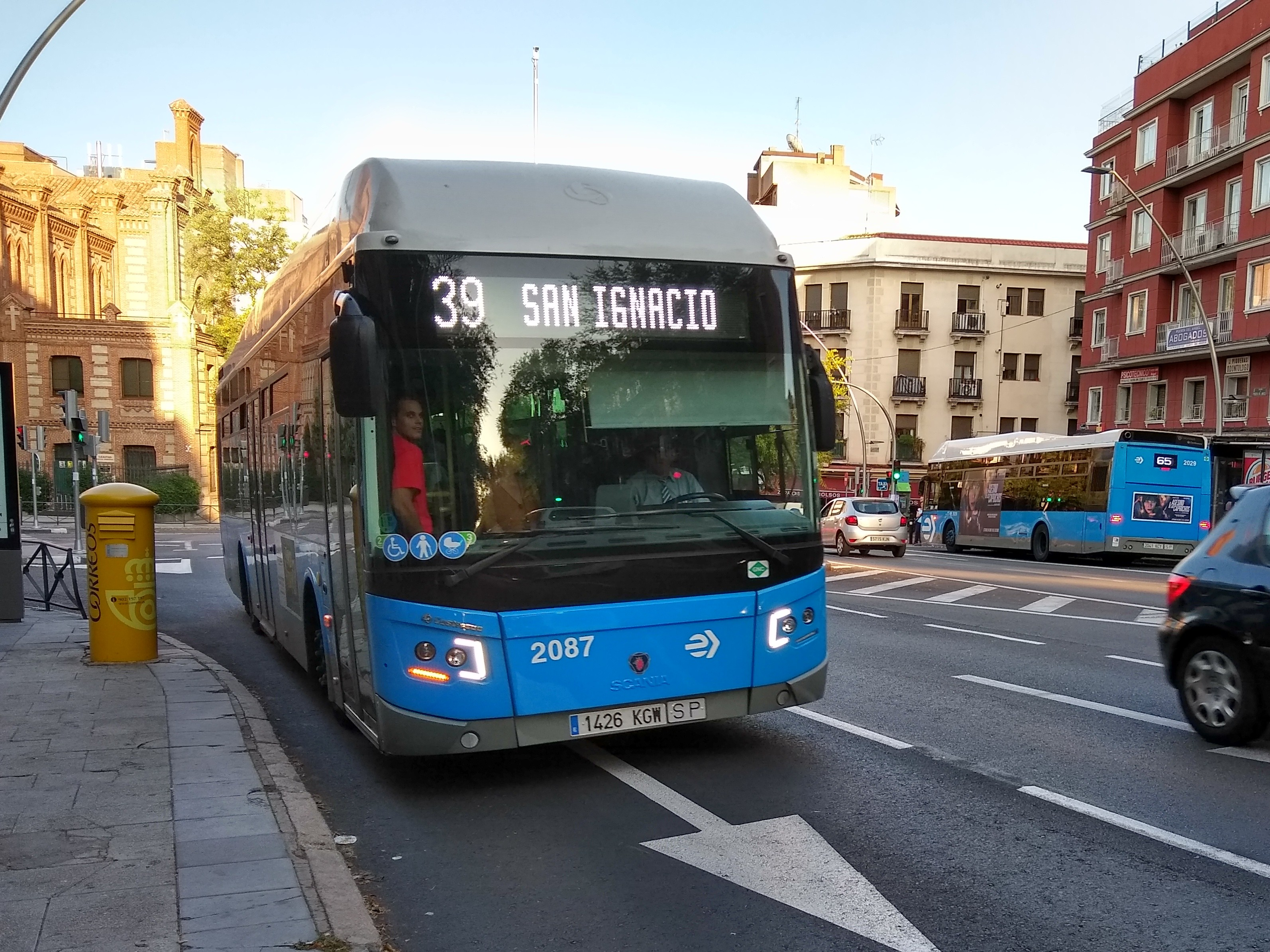
Autobús de la línea 39 en Puerta del Ángel, paseo de la Extremadura.

Es la única línea que sirve en su casi totalidad al Paseo de Extremadura, tanto en el tramo urbano como en el de autovía dentro del término municipal de Madrid.
Se puede decir que esta línea es casi una línea exprés, ya que comunica el barrio de Las Águilas con el centro de la ciudad en menos tiempo que la línea 34, puesto que mientras el 39 circula por la Carretera de Extremadura, el 34 lo hace por el interior de la ciudad. Si bien tienen cabeceras diferentes, ambas líneas se encuentran en San Ignacio.
En agosto de 2019, la línea fue desviada debido a las obras de la calle Bailén, desplazando su cabecera en Ópera a la aledaña Plaza de España. Esta modificación de itinerario se hizo definitiva el 19 de noviembre de 2021, con el fin de las obras, tras una reorganización viaria en la zona.

### Frecuencias
| Lunes a viernes laborables |               |
| De 6:00 a 10:00            | 9-14 minutos  |
| De 10:00 a 20:00           | 8-9 minutos   |
| De 20:00 a 23:00           | 8-15 minutos  |
| Sábados laborables         |               |
| De 6:00 a 10:00            | 13-21 minutos |
| De 10:00 a 22:00           | 10-14 minutos |
| De 22:00 a 23:00           | 12-18 minutos |
| Domingos y festivos        |               |
| De 7:00 a 11:00            | 13-22 minutos |
| De 11:00 a 22:00           | 10-14 minutos |
| De 22:00 a 23:00           | 11-16 minutos |

## Recorrido y paradas
NOTA: Debido a las obras de soterramiento de la autovía A-5, las paradas sombreadas en naranja sustituyen a aquellas sombreadas en rojo, desde el 15 de enero de 2025 hasta fin de obras.

### Sentido Colonia San Ignacio de Loyola
Partiendo de la calle Maestro Guerrero, gira a la izquierda por la calle San Leonardo y de nuevo a la izquierda para incorporarse brevemente a la calle Princesa, para luego girar a la derecha por la Cuesta de San Vicente.
A continuación, la línea baja por esta calle hasta la Glorieta de San Vicente, donde toma el Paseo de la Virgen del Puerto hasta llegar a la intersección con la calle Segovia, donde gira a la derecha para franquear el río Manzanares por el Puente de Segovia, al final del cual la línea sigue de frente por el Paseo de Extremadura, recorriendo la parte urbana y posteriormente incorporándose a la parte en que el paseo se convierte en la A-5, circulando hasta la salida de Cuatro Vientos, en la que se incorpora a la Avenida de la Aviación.
Por esta avenida llega a la Colonia San Ignacio de Loyola, donde circula por las calles Navalmoral de la Mata, Salorino, Oliva de Plasencia y Blas Cabrera, estando su cabecera en esta última.
| Código | Parada                                       | Común con                                                                                          | Conexiones con Metro y Cercanías | Otros |
| ------ | -------------------------------------------- | -------------------------------------------------------------------------------------------------- | -------------------------------- | ----- |
| 5206   | PLAZA DE ESPAÑA (C/ Maestro Guerrero, 6)     | | Plaza de España                  |       |
| 854    | Plaza de España                              | 3 25 46 74 75 138 148 158 C2                                                                       | Plaza de España                  |       |
| 599    | Jardines de Sabatini                         | 25 46 62 75 138 158 C2                                                                             |                                  |       |
| 601    | Cuesta de San Vicente                        | 25 46 62 75 138 158 C2                                                                             |                                  |       |
| 603    | Príncipe Pío                                 | 25 46 62 75 138 158 C2                                                                             | Príncipe Pío                     |       |
| 4070   | Glorieta de San Vicente                      | 25 62 138 158 C2                                                                                   |                                  |       |
| 606    | Ermita Virgen del Puerto                     | 25 33 41 62 138 C2                                                                                 |                                  |       |
| 608    | Puente de Segovia                            | 25 33 138 158                                                                                      |                                  |       |
| 871    | Puente de Segovia-Paseo de Extremadura       | 31 33 36 65 158                                                                                    |                                  |       |
| 873    | Puerta del Ángel                             | 31 33 36 65 158                                                                                    | Puerta del Ángel                 |       |
| 875    | Paseo de Extremadura-Guadarrama              | 31 33 36 65                                                                                        |                                  |       |
| 877    | Paseo de Extremadura-Albéniz                 | 31 33 36 65                                                                                        |                                  |       |
| 879    | Alto de Extremadura                          | 31 33 36 65                                                                                        | Alto de Extremadura              |       |
| 881    | Paseo de Extremadura-El Greco                | 36 65 511 512 513 514 516 518 521 522 523 524 525 528 534 538 539 541 545 546 547 548 551 581      |                                  |       |
| 882    | Paseo de Extremadura-Villamanín              | 36 65                                                                                              |                                  |       |
| 884    | Surbatán                                     | 36 65                                                                                              |                                  |       |
| 886    | Colonia Lourdes                              | 36                                                                                                 |                                  |       |
| 888    | Casa de Campo                                | 36                                                                                                 | Casa de Campo                    |       |
| 890    | Paseo de Extremadura-Carretera Boadilla      | 36                                                                                                 |                                  |       |
| 2255   | Higueras                                     | 31 36 65 158                                                                                       |                                  |       |
| 5559   | Lucero                                       | 31 158                                                                                             | Lucero                           |       |
| 2259   | Achicoria                                    | 31 158                                                                                             |                                  |       |
| 2556   | Concejal Francisco Jiménez-Alhambra          | 55                                                                                                 |                                  |       |
| 2558   | Concejal Francisco Jiménez-Carboneras        | 55                                                                                                 |                                  |       |
| 4781   | Concejal Francisco Jiménez-Berlanas          | 55                                                                                                 |                                  |       |
| 5186   | Sepúlveda-Concejal Francisco Jiménez         | 55                                                                                                 |                                  |       |
| 5188   | Sepúlveda-Los Yébenes                        | 55                                                                                                 |                                  |       |
| 51125  | Casa de Campo                                | 36                                                                                                 | Casa de Campo                    |       |
| 892    | Campamento                                   | 36 495 511 512 513 514 516 518 521 522 523 524 525 528 534 538 539 541 545 546 547 548 551 573 581 | Campamento                       |       |
| 894    | Paseo de Extremadura-Avenida de los Poblados | |                                  |       |
| 51079  | Paseo de Extremadura 382                     | |                                  |       |
| 898    | Paseo de Extremadura 392                     | |                                  |       |
| 900    | Paseo de Extremadura km. 8                   | 560                                                                                                |                                  |       |
| 901    | Aviación Española                            | | Aviación Española                |       |
| 4482   | Avenida de la Aviación-Dehesa Príncipe       | |                                  |       |
| 644    | Avenida de la Aviación-Medina del Campo      | 139                                                                                                |                                  |       |
| 646    | Base Aérea Cuatro Vientos                    | 139                                                                                                |                                  |       |
| 3810   | Avenida de la Aviación-Mirabel               | 139                                                                                                |                                  |       |
| 3808   | Avenida de la Aviación-Navalmoral            | |                                  |       |
| 905    | Salorino-Navalmoral de la Mata               | |                                  |       |
| 374    | Oliva de Plasencia                           | 34 138                                                                                             |                                  |       |
| 375    | SAN IGNACIO (C/ Blas Cabrera, 46)            | |                                  |       |

### Sentido Plaza de España
La línea inicia su recorrido en la calle Blas Cabrera, dentro de la Colonia San Ignacio de Loyola, dentro de la cual recorre las calles Soledad Cazorla y Aldeanueva de la Vera hasta que desemboca en la Avenida de la Aviación.
De nuevo el recorrido es idéntico a la ida pero en sentido contrario hasta llegar a su cabecera excepto en Plaza de España, donde toma directamente las calles Reyes y Maestro Guerrero desde la Cuesta de San Vicente.
| Código | Parada                                        | Común con              | Conexiones con Metro y Cercanías | Otros |
| ------ | --------------------------------------------- | ---------------------- | -------------------------------- | ----- |
| 375    | SAN IGNACIO (C/ Blas Cabrera, 46)             |                        |                                  |       |
| 366    | Blas Cabrera-Rafael Finat                     | 17 34 138 139          |                                  |       |
| 906    | Soledad Cazorla-Rafael Finat                  |                        |                                  |       |
| 907    | Soledad Cazorla-Aldeanueva de la Vera         |                        |                                  |       |
| 4334   | Aldeanueva de la Vera                         |                        |                                  |       |
| 3809   | Avenida de la Aviación-Navalmoral             | 139                    |                                  |       |
| 5159   | Avenida de la Aviación-Mirabel                | 138 139                |                                  |       |
| 647    | Base Aérea Cuatro Vientos                     | 139                    |                                  |       |
| 909    | Avenida de la Aviación-Avenida de las Águilas |                        |                                  |       |
| 910    | Aviación Española                             | 560                    | Aviación Española                |       |
| 899    | Paseo de Extremadura 445                      |                        |                                  |       |
| 51080  | Paseo de Extremadura 441                      |                        |                                  |       |
| 895    | Paseo de Extremadura-Avenida Poblados         |                        |                                  |       |
| 893    | Campamento                                    |                        | Campamento                       |       |
| 891    | Paseo de Extremadura-Carretera Boadilla       | 36                     |                                  |       |
| 889    | Casa de Campo                                 | 36                     | Casa de Campo                    |       |
| 887    | Colonia Lourdes                               | 36                     |                                  |       |
| 885    | Surbatán                                      | 36                     |                                  |       |
| 883    | El Olivillo                                   | 33 36 65               |                                  |       |
| 911    | Avenida de Portugal                           | 33 36 65               |                                  |       |
| 51126  | Los Yébenes-Paseo de Extremadura              | 36 SE3                 | Casa de Campo                    |       |
| 5192   | Sepúlveda-Los Yébenes                         | 36 55 SE3              |                                  |       |
| 5187   | Sepúlveda-Concejal Francisco Jiménez          | 55                     |                                  |       |
| 5381   | Concejal Francisco Jiménez-Berlanas           | 55                     |                                  |       |
| 4782   | Concejal Francisco Jiménez-Carboneras         | 55                     |                                  |       |
| 2557   | Concejal Francisco Jiménez-Alhambra           | 55                     |                                  |       |
| 2260   | Achicoria                                     | 31 158                 |                                  |       |
| 2258   | Lucero                                        | 31 158                 | Lucero                           |       |
| 2256   | Higueras                                      | 31 33 36 65            |                                  |       |
| 880    | Alto de Extremadura                           | 31 33 36 65            | Alto de Extremadura              |       |
| 878    | Paseo de Extremadura-Albéniz                  | 31 33 36 65            |                                  |       |
| 876    | Paseo de Extremadura-Guadarrama               | 31 33 36 65            |                                  |       |
| 874    | Puerta del Ángel                              | 31 33 36 65 158        | Puerta del Ángel                 |       |
| 872    | Puente de Segovia-Paseo de Extremadura        | 31 33 36 65 138 158    |                                  |       |
| 609    | Puente de Segovia                             | 25 33 41 62 138 158 C1 |                                  |       |
| 607    | Príncipe Pío-Campo del Moro                   | 25 33 41 158           | Príncipe Pío                     |       |
| 5246   | Cuesta de San Vicente                         | 25 46 62 75 138 158 C1 |                                  |       |
| 742    | Jardines de Sabatini                          | 25 46 62 75 138 158 C1 |                                  |       |
| 855    | Plaza de España                               | 3 25 46 75 148 158     | Plaza de España                  |       |
| 5206   | PLAZA DE ESPAÑA (C/ Maestro Guerrero, 6)      |                        | Plaza de España                  |       |